# Andy Wigmore
Andrew Bruce Wigmore, plus connu comme Andy Wigmore et parfois surnommé Wiggy (né le 1er juin 1966) est un militant politique britannique d'extrême droite et de la droite libertarienne. 
Il est connu pour son caractère provocateur, notamment en tant qu'associé et directeur de campagne de l'homme d'affaires et millionnaire Arron Banks au sein de Leave.EU, l'un des parti créé pour faire advenir le Brexit, Principalement financé par Banks lui-même). 
Wigmore est aussi ancien diplomate du Belize à Londres, déchu de son titre, et a participé à divers championnats de ball-trap. 
Il s'est principalement fait connaître du public anglais comme l'un des mauvais garçons (bad boys) du Brexit, connu pour ses fake news et propos provocateurs lors de la campagne pro-Brexit de Leave.EU et pour quelques délits et soupçons d'autres délits ou pratiques contraire à l'éthique, dont lors du référendum britannique de 2016 sur l'adhésion à l'Union européenne. 
Il a été ambassadeur du Belize, petit pays sud-américain qu'il a aussi représenté dans la discipline du ball-trap aux Jeux du Commonwealth de 2014 puis déchu de cette fonction quand il a fait partie du premier petit groupe d'Anglais à être reçu par Donald Trump (et sa directrice de campagne) dans la Trump Tower, deux jours après son élection (un ambassadeur dans un pays ne doit pas s'immiscer dans la politique d'un autre pays).

## Éléments de biographie
Andrew Wigmore est né le 1er juin 1966 à Chipping Norton, Oxfordshire et possède la double nationalité du Belize et du Royaume-Uni. Il a fréquenté le Sacred Heart College de Droitwich dans le Worcestershire.
Wigmore s'est marié, et est père de deux enfants.
Il a travaillé dans la communication, principalement dans le secteur privé jusqu'en 2016, date à laquelle il était embauché comme directeur de la communication pour la campagne politique de Leave.EU lancée par Arron Banks,
Andrew Wigmore se dit fasciné par la Russie. En juin 2018, il a dit : « Mon père a travaillé à Berlin pendant la guerre froide dans un endroit appelé le Berlin Air Safety Center, qui était une organisation qui s'occupait des couloirs aériens. Ils ont travaillé avec les Soviétiques 24 heures sur 24, 7 jours sur 7. Mon père a interagi avec les Soviétiques. J'ai grandi dans cet environnement à Berlin . J'ai rencontré de nombreux Soviétiques ; J'étais fasciné par tout ce qui se passait à Berlin pendant la guerre froide (...) mon père m'a traîné hors du lit à une heure impie pour aller regarder un morceau d'histoire, qui était le dernier échange d'espions à Glienicke Bridge ».
En 2021, Andrew Wigmore se présente sur Linkedin comme « Chief Executive Officer » d'un jardin botanique au (Belize Botanicals plc.) basé à «Cayo».

## Diplomate
Andy Wigmore a durant quelques années occupé le poste d'attaché de commerce, de commerce et de presse au Haut-commissariat du Belize à Londres, poste diplomatique lié par la Convention de Vienne. 
En pleine campagne référendaire anglaise, Wigmore a rencontré le président élu des États-Unis Donald Trump deux jours après son élection. Il était alors avec Andy Wigmore ; Arron Banks ; Raheem Kassam ; Nigel Farage de l'UKIP, grand admirateur de Donald Trump et premier politicien étranger rencontrer Trump élu président ; et Gerry Gunster (stratège américain du sondage et des campagnes référendaires, embauché par la campagne Leave.EU,,. 
Cette équipe s'est faite prendre en photo-souvenir avec Donald Trump devant les portes dorées à l'or fin de son ascenseur privé de la Trump Tower, Wigmore ayant la main droite posée sur l'épaule de Nigel Farage et la gauche sur celle de Raheem Kassam (ancien chef de cabinet de Nigel Farage, et déjà lié à D. Trump pour avoir travaillé plusieurs années avec Steve Bannon, Kassam étant par ailleurs rédacteur en chef de la version « britannique » de Breitbart, homologue de celle qui aux États-Unis est dirigée par Steve Bannon). Wigmore a fièrement diffusé cette photo dans ses réseaux sociaux. À son retour à Londres, Arron Banks a déjeuné avec l'ambassadeur de Russie, discutant de la rencontre avec Trump et lui donnant le numéro de téléphone de Kellyanne Conway (responsable de la communication dans l'équipe de transition de Trump. En raison de sa proximité avec le pouvoir russe et à la suite de sa réunion très médiatisée avec Trump, des craintes et plaintes ont été soulevées concernant la capacité d'Andy Wigmore à respecter son « devoir de ne pas s'immiscer dans les affaires intérieures [d'un autre pays] » en tant que diplomate accrédité au Royaume-Uni. Son rôle diplomatique auprès du Haut-commissariat du Belize a pris fin le 23 janvier 2017. Wigmore a dit qu'il avait été limogé de son poste d'ambassadeur par Boris Johnson et dit avoir été « ministre du Commerce du Belize à Londres ».
En 2021, il se dit :
- directeur de Wigmore Media Group, depuis juin 2012, entreprise à la fois basée à Londres et au Belize[7] ;
- ambassador for the Belize Olympic & Commonwealth Games Association[7] ;
- directeur de (depuis 2010, à Londres et Manchester), fournisseur de services en réadaptation et gestion de cas cliniques pour les secteurs de l'assurance, des entreprises et du droit[7] ;
- salarié du Trade & Investment Minister Council du Belize, Haute commission du Belize, depuis septembre 2012, délégué à Londres (poste diplomatique de promotion du commerce et de l'investissement au Belize... en étroite collaboration avec BELTRAIDE et d'autres départements du gouvernement du Belize, le BBBC organise une série de séminaires internationaux et de missions commerciales faisant la promotion des entreprises du Belize et du Belize auprès des investisseurs internationaux[7].

## Directeur de campagne pour le Brexit
Wigmore et son patron Arron Banks souhaitaient que leur parti de campagne pro-Brexit (Leave.EU) soit désignés par la Commission électorale comme représentant officiel de la campagne pour le Leave (c'est-à-dire pour le Brexit), mais le 13 avril 2016 c'est Vote Leave qui est choisi par la Commission électorale britannique comme campagne référendaire officielle. 
Andy Wigmore, qui est alors directeur de communication de Leave.EU réagit en déclarant que Leave.UE demanderait un contrôle juridictionnel de la décision (ce qui aurait pu freiner le référendum en le reportant au 23 octobre 2016, le temps que l'examen ait lieu). Finalement le 14 avril 2016, Arron Banks le contredit et assure qu'il ne demandera pas ce contrôle juridictionnel.
Selon Global Shaker (qui se présente comme listant les « 'changeurs de jeu' de tous les secteurs et de la société - les personnes qui innovent, perturbent et construisent notre monde futur », lors de la campagne pour le Brexit, Wigmore « a créé un réseau influent de blogueurs et d'influenceurs sur les réseaux sociaux qui publieraient, tweeteraient et retweeteraient le contenu en ligne de la campagne Leave, jour après jour ».
Après le Brexit, en août 2018 (tout comme son employeur Arron Banks) Wigmore essaye d'entrer dans le Parti conservateur (en suggérant aux partisans de Leave.EU de faire de même) afin, lors de la prochaine élection, de faire pression pour que le parti élise à sa tête un « Brexiter » fervent, pour notamment pousser Theresa May (alors responsable du Brexit) ou pour pousser un éventuel successeur à ce poste à ce que la procédure de Brexit aille jusqu'au bout et rapidement. Comme Arron Banks, Wigmore a reçu un e-mail automatique de bienvenue, mais le Parti conservateur a ensuite refusé leurs candidatures,.
Wigmore a créé un site internet Leave.EU qui sera conservé après le vote du Brexit, pour continuer à soutenir le Brexit et veiller à sa réalisation pleine et entière par les députés et le gouvernement anglais. Paradoxalement, en 2021, après un long travail pour faire advenir le Brexit, Wigmore délocalise à Waterford (en république d'Irlande) le siège social de ce site internet, pour selon lui et Banks, pouvoir conserver un nom de domaine se terminant par le suffixe « .eu » (qui ne sera plus possible au Royaume-Uni en période post-Brexit). Le transfert a été opéré juste avant la fin de la transition vers le Brexit, le soir même du Nouvel An, afin de contourner la règle stipulant que .eu Les adresses ne peuvent être utilisées que par des particuliers et des organisations basés dans l’UE.
L'agence EURid (qui supervise le suffixe .eu) a ouvert une enquête et rendu le site temporairement inactif : ni le site Web, ni son courrier électronique ne fonctionnent ; les internautes voyant le message « Ce site ne peut pas être atteint ». L'homme d’affaires irlandais Sean Power, déclaré comme propriétaire légal du domaine, dit n'avoir aucun lien avec Leave.eu. Le député irlandais Neale Richmond a demandé au ComReg (régulateur des communications de la république d'Irlande) d'également ouvrir une enquête. De son côté Andy Wigmore, a affirmé que son site allait bientôt rouvrir (« Nos avocats prendront des mesures contre ceux – et ils savent qui ils sont – qui ont enfreint ces délicieuses lois européennes qu’ils aiment tant », tout en qualifiant M. Richmond comme un « fanatique de l’UE de troisième ordre », ajoutant « Plus de bêtises de la part des amoureux de Bruxelles comme lui et nous pourrions décider de mettre tout le poids de Leave.eu derrière la campagne Irexit ».

## Soupçons et preuves de divers comportements illégaux et non éthiques

### Conduite sans assurance, sous fausse immatriculation avec des papiers non valables
En janvier 2018, Wigmore (qui a dit, sans précisions, avoir travaillé dans le monde de l'assurance avant de travailler dans les locaux d'Eldon Insurance) a été arrêté par la police britannique pour conduite sans assurance, en utilisant des plaques d'immatriculation diplomatiques illégales, et en possession d'une carte d'identité diplomatique expirée. La police a saisi les plaques d'immatriculation et les documents, mais Wigmore n'a pas été poursuivi. À là télévision bolivienne, le 29 janvier 2018, il a dit qu'il ignorait que ses plaques n'étaient plus bonnes, et qu'il prendrait « une autre affectation diplomatique à Washington, DC pour le Belize ».

### Création de Fake-news
Mi-2018, après la victoire du camp du Brexit, Andy Wigmore se positionne clairement, à la manière de Donald Trump, dans l'ère de la post-vérité ou des vérités alternatives : « l'élément que nous avons pris en compte dès le début (apporté par Goddard Gunster) est : « Souvenez-vous, les référendums ne concernent pas des faits. C'est une question d'émotion et vous devez puiser dans cette émotion. Peu importe les faits que vous jetez. C'est du bruit blanc pour les gens parce que les gens votent sur quelque chose qu'ils croient et ressentent émotionnellement » » (...) « lorsque vous regardez ce que le président Trump a fait, il était dans une situation similaire. Personne ne lui a prêté attention. Il savait qu'il allait avoir une énorme bataille contre le leader traditionnel. Comment allait-il attirer l'attention? Plus il était scandaleux, plus il obtenait d'attention ; plus il recevait d'attention, plus il était scandaleux. C'est ainsi qu'il a opéré. Il y avait une similitude là-dedans. Je ne m'en excuse absolument pas, car c'était la seule façon dont nous pouvions essayer d'infiltrer les médias grand public et les partis politiques (...) »,.

### Relations avec Cambridge Analytica
En avril 2017, Andy Wigmore (alors directeur de campagne au sein de Leave.EU) tweete : « Vous devriez utiliser Cambridge Analytics - nous pouvons apparemment vivement les recommander », puis il tweete « la campagne Leave.EU apporte des données électorales aux États-Unis et la société de messagerie Cambridge Analytica ». Il niera ensuite avoir travaillé avec eux, mais Banks lui-même, dans son livre «Bad Boys of Brexit», évoque l'« embauche de Cambridge Analytica ». Quand Christian Matheson demande. En 2018, interrogé par une commission parlementaire anglaise enquête sur les manipulations qui ont eu lieu durant la campagne pour le Brexit, Banks dira alors à propos de Cambridge Analytica (CA) « Les avons-nous embauchés ? Clairement non, car nous ne les avons pas payés ni signé de contrat », Wigmore ajoutant : « Tout ce que nous avons fait, c'est appliquer ces connaissances et ce marketing de l'assurance au référendum au départ, à la campagne » (de Leave.EU). 
Wigmore, tout comme Arron Banks, affirme aussi devant cette Commission n'avoir jamais entendu parler d'une participation d'AggregateIQ lors de leurs réunion avec Cambridge Analytica (entreprise-sœur de Cambridge Anaylytica, basée au Canada, et également filiale de SCL Elections aussi impliqués dans l'élection de Donald Trump et d'autres campagnes pro-Brexit).
Après que Brittany Kaiser ait révélé à la commission et à la presse que lors de la campagne pro-Brexit à laquelle elle participait, elle a visité le siège d'Eldon Insurance à Bristol (compagnie possède et dirigée par Arron Banks et utilisée comme siège de Leave.EU) où elle dit avoir passé du temps avec un data scientist senior à observer un centre de télésollicitation (phone bank), dont les employés lui ont dit que les personnes qu'ils appelaient provenaient de la base de données des assurances, Andy Wigmore, et Banks (qui a dit que Kaiser a menti à ce propos) ont affirmé : « Nous n'avons jamais utilisé les données d'assurance ». Tout au plus, Banks reconnaitra que des données de l'UKIP ont été envoyées à Cambridge Analytica « de leur part », car ils voulaient faire un exercice avec Cambridge Analytica, travail dont la facture a été avancée (42 000 £) par Banks, mais que l'UKIP n'aurait finalement pas payé trouvant le travail insuffisant.
Andy Wigmore, dans une interview enregistrée par la Dr Emma Bryant que des actuaires de compagnies d'assurances d'Arron Banks ont utilisé des données pour déterminer les douze régions que Nigel Farage devait visiter. Andy Wigmore se reniera ensuite cette affirmation, de même que Banks. Puis devant la commission parlementaire, il affirmera ensuite n'avoir pas eu besoin de Cambridge Analytica pour ce faire. Pour choisir, à partir de données personnelles, quelques devraient être les lieux où Nigel Farage devrait se rendre pour faire avancer la campagne dans son sens. Il dit n'avoir eu besoin que de son fichier d'adhérent et de Google Analytics pour identifier la localisation de ses membres, pour cibler ses messages. Il dira ensuite « Cambridge Analytica n'a formellement pas travaillé pour nous et, s'ils l'avaient fait, cela aurait été bien avant qu'on ait à déclarer les dépenses (de campagne) », et « Nous n'avons jamais employé Cambridge Analytica, et ils ne nous ont jamais rien donné en nature » puis « Cambridge Analytica a fourni une aide et des conseils initiaux à la campagne Leave.EU, qui a ensuite développé sa propre méthodologie d'analyse de l'intelligence artificielle. L'apprentissage automatique de l'IA a été développé à Bristol par vingt mathématiciens et actuaires avec la contribution de Cambridge Analytica au tout début, puis exécuté par Goddard Gunster ». 
Wigmore affirmera aussi dit que Leave.EU a copié la stratégie préparée par Cambridge Analytica pour le parti, et Gerry Gunster en octobre 2017 reconnaitra que Leave.EU s'en est fortement inspiré.

En réponse au président de la Commission parlementaire lui demandant si Leave.EU a contribué à d'autres campagnes anti-UE dans des pays autres que le Royaume-Uni, Andy Wigmore dit se souvenir que, à une date qu'il a oublié, Leave.EU a été approché par des français (« je ne me souviens même pas qui (...) Ce n'était rien ; Je ne pense même pas les avoir recontactés », a-t-il précisé) mais selon lui Leave.EU n'était pas intéressée pour vendre sa méthode à d'autres personnes.

### Utilisation malintentionnelle d'une intelligence artificielle?
En octobre 2017 Wigmore (alors associé de Arron Banks) décrit avec enthousiasme au Dr Emma Briant une nouvelle société d'Arron Banks, baptisée Big Data Dolphins : « Nous avons lancé une opération à l'Université Ole Miss dans le Mississippi, qui est un centre d'intelligence artificielle dans le monde ». « Cela dure depuis neuf mois. Nous testons depuis 12 mois maintenant, nous testons toutes les assurances (...) et c'est extraordinaire ».
Mi-2018 Wigmore se dédit devant la commission parlementaire d'enquête, disant qu'il avait eu « tort de dire cela ».
Arron Banks dit que Wigmore a confondu ce projet avec le travail fait par son groupe de data-scientists spécialisée en intelligence artificielle et big data, qui n'était - selon lui - que dédié à ses propres sociétés d'assurances. quant à Big Data Dolphins, Banks affirme à Brendan O'Hara et à d'autres parlementaires britanniques que le projet, effectivement prévu avec le gouverneur du Mississippi (Phil Bryant, rencontré à la Convention nationale républicaine, dans le Mississippi (le 18 juillet 2016, après le Brexit donc) n'a pas abouti. Selon le registre officiel des entreprises britanniques, une entreprise baptisée « Big Data Dolphins » a bien été créé fin 2016 (statuts déposés le 16 décembre 2016, sous 2 libellés de raison sociale : 62012 - Business and domestic software development ; et 63110 - Data processing, hosting and related activities), détenue par « Deep DD limited » à 91%, mais la société a été un temps « compagnie dormante » puis elle s'est officiellement auto-dissoute le 29 septembre 2020.

### Liens avec des paradis fiscaux, soupçons d'évasion fiscale et de conflits d'intérêts
En 2016, les Panama Papers révèlent que son ami Arron Banks et une autre de ses relations (Elizabeth Bilney) étaient tous deux actionnaires de « PRI Holdings Limited », une société basée dans les Îles Vierges britanniques qui est l'unique actionnaire d'« African Strategic Resources Limited ». Banks a d'abord nié ces faits puis reconnu une participation majoritaire dans une mine de diamant à Kimberley, en Afrique du Sud, et une licence d'exploitation au Lesotho,. 
Banks a été Consul honoraire du Belize à Cardiff (ou pour le Pays de Galles selon Andy Wigmore),. Or, Banks est aussi impliqué dans l'exploitation minière en Afrique australe et au Belize, et dans ce dernier cas, dans les années 2010 en étroite relation avec des membres de la famille du Premier ministre bélizien. Face à des remarques faites par le créateur de The Thick of It, Armando Iannucci, sur l'émission Question Time sur BBC One, Arron Banks a nié posséder une société au Belize et à avoir cherché à éviter les impôts britanniques « via quelque procédé que ce soit » et il a menacé de poursuivre Iannucci s'il ne s'excusait pas dans la semaine.

### Infraction à la règle de quarantaine lors de la pandémie de Covid-19
Alors que le gouvernement Suisse avait émis des règles d'auto-isolement (dix jours de quarantaine) pour deux cents vacanciers britanniques gouvernement helvétique arrivés de Grande-Bretagne après la découverte du variant anglais (plus contagieux et plus dangereux) de la Covid, Wigmore, alors âgé de 54 ans, s'est vanté d'avoir fait partie du groupe d'anglais qui s'est enfui à la faveur de la nuit, en passant par la France pour rejoindre un Eurostar à Paris ; « Si nous étions restés, nous aurions manqué Noël » a-t-il plaidé, affirmant qu'il a mis trois heures pour atteindre la frontière française, soit vingt minutes avant l’entrée en vigueur officielle de la quarantaine dont le non-respect entrainait une amende de plus de 9 000 euros, enfreignant les règles de quarantaine,. Il affirme avoir été testé négatif avant d'arriver en Suisse, et après son retour.

## Proximité avec la Russie
À partir de septembre 2015, Wigmore (avec Arron Banks), a eu plusieurs réunions avec des responsables russes en poste à l'ambassade de Russie à Londres. Les deux hommes ont d'abord minimisé l'importance de ces contacts en parlant d'un banal « repas alcoolisé » avec l'ambassadeur, mais outre que le premier contact a eu lieu via le diplomate russe Alexander Udod qui est aussi un espion présumé (pour - selon Wigmore - solliciter une rencontre informelle entre Banks, lui-même et l'ambassadeur de Russie en Grande-Bretagne, Alexander Vladimirovich Yakovenko).
En juillet 2018, Banks a finalement avoué au journal le New York Times, qu'il y avait eu en fait une quatrième réunion, puis The Observer a eu accès à des éléments suggérant que l'équipe de campagne de Leave.EU a en réalité rencontré des représentants de l'ambassade de Russie jusqu'à onze fois avant le référendum sur l'UE, et aussi dans les deux mois qui ont suivi.

## Pratique du tir
Wigmore a représenté le Belize aux Jeux du Commonwealth de 2014 dans le ball-trap. Il a participé à l'épreuve masculine de Ball-trap en se classant respectivement 31e et 36e le premier et le deuxième jour de qualification. Il n'a pas réussi à se qualifier davantage. Il a aussi tenté de représenter à nouveau le Belize aux Jeux olympiques de Rio, mais n'a pas réussi à se qualifier.